# Siphona phantasma
Siphona phantasma là một loài ruồi trong họ Tachinidae.